# Darlings of Rhythm
Die Darlings of Rhythm waren eine afroamerikanische Frauen-Bigband der Swing-Ära.
Die Darlings of Rhythm wurden 1943 in Harlem von der Saxophonistin Lorraine Brown gegründet, die bei den International Sweethearts of Rhythm war und die Arbeitsbedingungen für afroamerikanische Musikerinnen verbessern wollte. Wie andere frühe Bandmitglieder kam sie aus der All-Star-Girl-Band von Eddie Durham. Sie spielten vor allem vor schwarzem Publikum und tourten wie ihre bekanntere Konkurrenz, die International Sweethearts of Rhythm, vor allem in den Südstaaten sowie im Mittleren Westen der USA. 1944 übernahm Clarence Love, ehemaliger Bigband-Leiter und nun bei der Ferguson-Agentur, die musikalische Leitung.
In ihr spielten unter anderem die Tenorsaxophonistin Margaret „Padjo“ Backstrom und die Trompeterin Toby Butler (ab 1945). Da Butler weiß war, ergab dies allerdings ständige Schwierigkeiten in den Südstaaten aufgrund der Jim-Crow-Gesetze, die strikte Rassentrennung verlangten. Backstrom war eine hervorragende Solistin und lieferte sich auch cutting contests mit Vi Burnside von den Sweethearts in Jamsessions. Die Altsaxophonistin Josephine Boyd spielte vorher auch in der All-Girl-Band von Eddie Durham und war ebenfalls eine hervorragende Solistin. Die Trompeterin Jean Ray Lee (manchmal Gene Lee), die bei der Gründung dabei war, war vorher bei den Harlem Playgirls. Schlagzeugerin Henrietta Fountain spielte 1937/38 bei den Dixie Rhythm Girls und auch bei den Harlem Playgirls. Posaunistin Jessie Turner war ebenfalls vorher in Durhams Band.
Weitere Bandmitglieder waren die Pianistin Ozzie „Bumps Huff“, die später Clarence Love heiratete, Lula Roberts und Grace Wilson am Saxophon, Marie Johnson und Thelma Lewis an der Trompete, Lillian Jones und Vi Wilson am Bass und Aurora Bell an der Posaune. Sängerinnen waren Joan Lunceford (die auch als Frontfrau dirigierte) und Helen Taborn. 1945 übernahm Hetty Smith das Schlagzeug.
Bei einer Gelegenheit begleiteten sie Billie Holiday im Grand Terrace in Chicago. 1945 tourten sie an der Westküste, unterstützt von der Truppenbetreuung USO.
Sie waren eine Konkurrenz zur bekannteren anderen afroamerikanischen All-Girl-Band, den International Sweethearts of Rhythm, und einige der Musikerinnen (wie Backstrom und Butler) spielten auch bei den Sweethearts.
Im Gegensatz zu den Sweethearts konnten sie sich keine ausgefeilte Garderobe leisten und teure Arrangements, weshalb sie häufiger improvisierten (zu Head Arrangements).